# Lý Hiển Long
Lý Hiển Long (tên tiếng Anh: Lee Hsien Loong, giản thể: 李显龙; phồn thể: 李顯龍; bính âm: Lǐ Xiǎnlóng, sinh ngày 10 tháng 2 năm 1952) là Thủ tướng thứ ba của Singapore. Lý Hiển Long là con cả của thủ tướng đầu tiên của Singapore Lý Quang Diệu. Vợ của Lý Hiển Long, Hà Tinh, là Giám đốc điều hành và CEO của công ty quốc doanh Temasek Holdings.

## Thiếu thời
Là con trai đầu của cựu thủ tướng Lý Quang Diệu và bà Kha Ngọc Chi (Kwa Geok Choo), Lý Hiển Long sinh ngày 10 tháng 2 năm 1952 tại Singapore. Theo hồi ký của Lý Quang Diệu, lúc mới lên 5, Lý Hiển Long bắt đầu học bảng chữ cái Jawi (hệ thống mẫu tự tiếng Ả Rập được dùng để làm chữ viết cho tiếng Mã Lai), và luôn tỏ ra quan tâm cách vui thích đến các vấn đề của đảo quốc Singapore, từ năm 1963, cậu Lý thường theo cha đến tham dự các buổi tụ tập chính trị.
Lý Hiển Long tiếp nhận nền giáo dục trung học tại Trường Trung học Công giáo, rồi tiếp tục theo học tại trường Cao đẳng Quốc gia (National Junior College), sau đó học chuyên ngành toán tại trường Trinity, Đại học Cambridge, Anh quốc, tốt nghiệp Toán học hạng ưu năm 1974, đồng thời nhận một chứng chỉ Khoa học Vi tính (hạng danh dự). Sau đó, năm 1980, ông lấy học vị Thạc sĩ môn Quản trị Công quyền (MPA) tại Trường Hành chính Kennedy thuộc Đại học Harvard.
Lý Hiển Long gia nhập Lực lượng vũ trang Singapore (SAF) năm 1971, năm 1984, giải ngũ với quân hàm chuẩn tướng, đó là lúc ông đắc cử vào Quốc hội.
Bác sĩ y khoa Hoàng Danh Dương, người vợ sinh trưởng tại Malaysia của Lý Hiển Long, qua đời năm 1982 3 tuần sau khi sinh nở. Năm 1985, ông kết hôn với Hà Tinh, một công chức đang trên đà thăng tiến. Họ có 1 con gái và 2 con trai (kể cả cô con gái và cậu con trai của người vợ trước).
Năm 1992, Lý Hiển Long bị chẩn đoán mắc bệnh ung thư bạch cầu và phải trải qua 3 tháng hóa trị liệu. Suốt trong thời gian này, ngoại diện của Lý Hiển Long sa sút thảm hại.

## Chính trường
Năm 1984, ở tuổi 32 Lý Hiển Long khởi đầu sự nghiệp chính trị của mình. Được cha ông, Lý Quang Diệu, bổ nhiệm vào chức vụ quốc vụ khanh thuộc bộ thương mại và công nghiệp và bộ quốc phòng vào tháng 12 năm 1984, sau đó ông trở thành quyền Bộ trưởng Thương mại và Công nghiệp năm 1986, và sau đó là thứ trưởng bộ quốc phòng.
Tháng 1 năm 1987, vấn đề chủng tộc trở nên gay gắt khi những người gốc Mã Lai bắt đầu tra vấn các dân biểu quốc hội tại sao có quá ít người gốc Mã Lai nắm giữ các vị trí then chốt trong lực lượng vũ trang Singapore (SAF). Lý Hiển Long, khi ấy là bộ trưởng thương mại và công nghiệp kiêm thứ trưởng bộ quốc phòng, phát biểu rằng SAF không cần có những quân nhân nắm giữ các chức vụ mà lòng trung thành của người lính có thể xung đột với những tình cảm tôn giáo và chủng tộc.

### Phó thủ tướng
Lý Hiển Long trở thành Phó thủ tướng khi Ngô Tác Đống (Goh Chok Tong) đảm nhiệm chức vụ Thủ tướng Singapore ngày 28 tháng 11 năm 1990, Lý chuyên trách các vấn đề kinh tế và dân chính, đồng thời tiếp tục nắm giữ chức vụ bộ trưởng thương mại và công nghiệp đến năm 1992.
Năm 1998, Lý Hiển Long được bổ nhiệm vào chức vụ Chủ tịch Cơ quan Quản lý Tiền tệ Singapore, và Bộ trưởng Tài chính năm 2001. Suốt trong mười ba năm rưỡi trong cương vị Phó thủ tướng, ông đã hành xử ảnh hưởng rộng lớn của mình giúp thúc đẩy tốc độ tăng trưởng của Singapore, đặc biệt là trong lĩnh vực kinh tế và xã hội.
Sau nhiều thỉnh cầu đến từ các nghị sĩ quốc hội và từ Uỷ ban Tái tạo Singapore, Lý Hiển Long khởi xướng một luật mới về quyền công dân khi nhận ra rằng phụ nữ Singapore kết hôn với ngoại kiều và sinh con ở nước ngoài mong muốn con mình có cơ hội nhập quốc tịch Singapore.
Mặc dù luật mới vẫn còn những hạn chế đối với quyền nhập quốc tịch theo huyết thống, một đứa trẻ sinh ở nước ngoài có thể có quốc tịch Singapore nếu cha mẹ đứa trẻ cư trú tại Singapore ít nhất là hai năm trong quãng thời gian năm năm trước khi đứa trẻ ra đời. Trước đây, luật lệ Singapore không công nhận quyền công dân theo huyết thống – trong trường hợp những người có cha mẹ là công dân Singapore nhưng sinh tại nước ngoài.

## Thủ tướng
Ngày 12 tháng 8 năm 2004, Lý Hiển Long kế nhiệm Ngô Tác Đống trong cương vị thủ tướng và bàn giao chức vụ Chủ tịch Cơ quan Tiền tệ Singapore cho Ngô Tác Đống.
Tháng 11 năm 2004, Lý Hiển Long gây ra một cuộc tranh luận toàn quốc khi tiết lộ dự án xây dựng hai khu nghỉ dưỡng liên hợp có sòng bạc. Tháng 4 năm 2005, mặc cho sự chống đối của công luận, Lý Hiển Long tuyên bố ủng hộ dự án. Hai khu nghỉ dưỡng liên hợp này được xây dựng tại Vịnh Marina và Sentosa. Nhằm hạn chế ảnh hưởng tiêu cực của các hoạt động bài bạc tại các sòng bạc, thủ tướng đề ra những biện pháp kiểm soát như cấm trẻ vị thành niên vào sòng bài, quy định giá vào cửa đến 100 SGD cho công dân và người cư trú dài hạn ở Singapore, hoặc vé năm là 2000 SGD.

## Tranh cãi & chỉ trích

### Gia đình trị
Là con cả của thủ tướng đầu tiên của đảo quốc, Lý Quang Diệu, sự nghiệp chính trị của Lý Hiển Long luôn bị đeo đuổi bởi những cáo buộc về gia đình trị. Ở tuổi 32, ông là chuẩn tướng trẻ tuổi nhất trong lịch sử quân lực Singapore, ngay từ khi còn trẻ, ông đã được nhiều người nhìn xem là người sẽ kế vị cha ông trong chức vụ thủ tướng. Khi Lý Quang Diệu rút lui để mở lối cho người kế nhiệm, Ngô Tác Đống, một vài người cho rằng tân thủ tướng chỉ đóng vai trò của một người giữ chỗ mặc dù Lý Quang Diệu bác bỏ điều này. Trong quyển hồi ký, Lý Quang Diệu nhấn mạnh rằng ông không muốn con trai mình là người kế nhiệm trực tiếp.
| “ | "Tốt hơn là nên để một người khác kế nhiệm tôi trong chức vụ thủ tướng. Khi ấy Long sẽ có thời gian để khẳng định mình, mọi sự sẽ trở nên rõ ràng là con trai tôi lập thân bằng chính năng lực của mình" | ” |

Dù vậy, những cáo buộc cứ tiếp tục xuất hiện trong quãng thời gian từ 6 đến 7 năm cho đến khi Ngô Tác Đống cố chứng tỏ rằng ông không phải là người giữ chỗ bằng cách chiếm lại những ghế đã mất tại Quốc hội và nâng cao tỷ lệ phiếu đảng PAP giành được trong cuộc tổng tuyển cử năm 1997. Năm 1992, Lý Hiển Long mắc bệnh ung thư bạch cầu khiến nhiều nhà bình luận chính trị bày tỏ những nghi ngờ về năng lực thể chất của ông trong chức vụ thủ tướng với những ngày dài bận rộn và căng thẳng vì bị áp lực từ nhiều phía.
Cũng dễ hiểu khi vợ của Lý Hiển Long, Hồ Tinh, được bổ nhiệm làm giám đốc công ty đầu tư quốc doanh Temasek nhiều người tỏ ý bất bình. Song Lý Hiển Long đã phản ứng mạnh mẽ trước những cáo buộc và thắng cuộc trong những dàn xếp bên ngoài toà án về cáo buộc phỉ báng ông dành cho các tạp chí như International Herald Tribune (năm 1994), Bloomberg (2002) và The Economist (2004).

### Ngạo mạn và chuyên quyền
Vẫn thường xuất hiện những nhận xét cho rằng Lý Hiển Long ngạo mạn và chuyên quyền. Có một lời đồn đại dai dẳng kể rằng trong một buổi họp tiền nội các năm 1990, trong lúc tức giận Lý Hiển Long nhục mạ Bộ trưởng Tài chính Richard Hồ Tứ Đạo, sau đó tát bộ trưởng phát triển quốc gia S. Dhanabalan khi ông này bênh vực ông Hồ Tứ Đạo và yêu cầu ông Lý phải xin lỗi. Trong khi những người trực tiếp liên hệ đến vụ việc không bao giờ công khai nhắc đến sự kiện này thì vào năm 2003, Ngô Tác Đống, khi bàn luận về người kế nhiệm, bác bỏ nó và cho rằng đó chỉ là một chuyện huyễn hoặc.

### Viếng thăm Đài Loan năm 2004
Ngày 10 tháng 7 năm 2004, Lý Hiển Long gây ra một sự kiện ngoại giao với Cộng hoà Nhân dân Trung Hoa khi ông viếng thăm Đài Loan. Song trong bài diễn văn đầu tiên đọc trong ngày quốc khánh, Lý Hiển Long cho rằng giới lãnh đạo và người dân Đài Loan đánh giá quá cao sự ủng hộ dành cho họ nếu họ tuyên bố độc lập. Đồng thời ông cũng giải thích rằng chuyến viếng thăm đến Đài Loan chỉ để bảo đảm rằng ông đã thu thập thông tin đầy đủ hầu có thể đưa ra những quyết định đúng đắn khi nhận bàn giao chức vụ thủ tướng. Lý Hiển Long tái xác nhận sự ủng hộ dành cho chính sách một nước Trung Hoa. Sau đó vào tháng 9, Bộ trưởng Ngoại giao Singapore George Dương Vinh Văn cảnh báo Đại hội đồng Liên Hợp Quốc về nguy cơ để cho tình hình hai bên bờ eo biển Đài Loan trở nên xấu hơn. Đáp lại, bộ trưởng ngoại giao Đài Loan, Mark Trần Đường Sơn, gọi Singapore là "nước Pi-Sai", nghĩa là "quốc gia bé như lỗ mũi". Về sau ông Trần phải chính thức xin lỗi Singapore.

### Phát ngôn về Nhật Bản
Khởi phát từ những nhận xét của Lý Hiển Long về những lần thăm viếng đền Yasukuni của Thủ tướng Nhật Bản Koizumi, cho rằng Từ quan điểm của nhiều quốc gia trong vùng đã bị Nhật chiếm đóng, động thái này làm dấy lên những ký ức đau buồn, bùng phát những cuộc biểu tình bên ngoài toà đại sứ Singapore tại Nhật Bản trong ngày 24 tháng 5 năm 2005. Theo một số nguồn tin, những người biểu tình chỉ trích Lý Hiển Long là xen vào các vấn đề nội bộ của nước Nhật.

### Vụ hành quyết Nguyễn Tường Vân
Trong tháng 11 năm 2005, tên của Lý Hiển Long xuất hiện trên trang đầu các tờ báo cùng với vụ hành quyết Nguyễn Tường Vân, một người Úc gốc Việt vì tội buôn ma túy. Trong lần gặp gỡ với Thủ tướng Úc John Howard tại hội nghị thượng đỉnh APEC, Lý Hiển Long đã không chịu thông báo với Howard lịch hành quyết dù đã báo trước cho mẹ của Nguyễn Tường Vân. Mọi thỉnh cầu xin giảm án đều bị bác bỏ. Vân bị hành quyết ngày 2 tháng 12; trước đó do lời yêu cầu từ Thủ tướng Howard, mẹ của Vân được phép đến gặp và cầm tay con trai mình.
Tháng 1 năm 2006, Lý Hiển Long công bố cuộc tổng tuyển cử sắp đến sẽ tổ chức trong năm 2006 hoặc năm 2007.

### Các cáo buộc về gia đình
Năm 2017, Lý Hiển Long bị hai em ruột lên án. Người em gái của thủ tướng Lý Hiển Long là Lý Vệ Linh (Lee Wei Ling) và em trai, ông Lý Hiển Dương (Lee Hsien Yang), đã công bố một bức thư ngỏ dài sáu trang mang tựa đề: "Điều gì đe dọa các giá trị của Lý Quang Diệu ?". Vụ việc thoạt tiên mang tính nội bộ gia đình các con cố thủ tướng Lý Quang Diệu đã trở thành một vấn đề chính trị quốc gia. Hai người em cũng cáo buộc thủ tướng Lý Hiển Long bổ nhiệm luật sư riêng vào chức vụ chưởng lý, hồi đầu năm nay 2017. Ông còn bị lên án âm mưu dọn đường cho con trai, tức cháu nội cố thủ tướng Lý Quang Diệu, kế nhiệm. Vợ của thủ tướng Lý Hiển Long, bà Hà Tinh (Ho Ching) bị tố cáo thao túng chính quyền.

### Cho rằng Việt Nam xâm lược Campuchia
Ngày 31 tháng 5 năm 2019, Lý Hiển Long đăng trạng thái trên Facebook với nội dung chia buồn với Thủ tướng Thái Lan Prayuth Chan-ocha về sự kiện Nhiếp chính Prem Tinsulanonda qua đời. Tuy nhiên trong nội dung của bài đăng Lý Hiển Long đã nói rằng "Việt Nam đã xâm lược Campuchia" trong giai đoạn Diệt chủng Campuchia của chế độ Khmer Đỏ. Điều này đã gây sự phẫn nộ cho người dân và chính phủ Campuchia và Việt Nam về Lý Hiển Long cũng như "Singapore – một chính phủ tự nhận là đạo đức cao, chưa bao giờ lên án tội ác diệt chủng của Khmer Đỏ".
Youk Chhang, Giám đốc Trung tâm lưu trữ Campuchia, thì phát biểu "những bình luận của ông Lý Hiển Long cho thấy đã tới lúc ASEAN cần một chương trình giáo dục về hòa bình và nhân quyền cho khu vực. Một chương trình như vậy bây giờ nên bắt đầu từ Singapore".

### Lợi tức
Kể từ tháng 1 năm 2008, lợi tức hằng năm của Lý Hiển Long là 3 870 000 đô la Singapore (2 856 930 USD), tăng 25%. Mức lương trước đây của ông là 3 091 200 đô la Singapore (2 037 168 USD), Lý Hiển Long là người đứng đầu chính phủ có mức lương cao nhất thế giới (Tổng thống Hoa Kỳ cũng chỉ được trả 400 000 USD mỗi năm).